# امیل کورنلی
امیل کورنلی (انگلیسی: Émile Cornellie; ۱۵ اوت ۱۸۶۹ – ۲۷ دسامبر ۱۹۴۵) قایقران قایق بادبانی اهل بلژیک بود.